# Veluticeps
Veluticeps is een geslacht van schimmels behorend tot de familie Gloeophyllaceae. Het geslacht werd voor het eerst in 1879 beschreven door Cooke.

## Soorten
Volgens Index Fungorum telt het geslacht 14 soorten (peildatum februari 2022):
| Soortnaam                           | Auteur(s)                                     | Publicatiejaar |
| ----------------------------------- | --------------------------------------------- | -------------- |
| Veluticeps abietina (Viltkorstzwam) | (Pers.) Hjortstam & Tellería                  | 1990           |
| Veluticeps africana                 | (Boidin, Lanq. & Gilles) Hjortstam & Tellería | 1990           |
| Veluticeps ambigua                  | (Peck) Hjortstam & Tellería                   | 1990           |
| Veluticeps australiensis            | Nakasone                                      | 2004           |
| Veluticeps berkeleyana              | Cooke                                         | 1879           |
| Veluticeps fasciculata              | Jiao Yang & S.H. He                           | 2015           |
| Veluticeps fimbriata                | (Ellis & Everh.) Nakasone                     | 1990           |
| Veluticeps fusispora                | (G. Cunn.) Hjortstam & Ryvarden               | 1990           |
| Veluticeps hispida                  | Berk. ex Cooke                                | 1880           |
| Veluticeps microspora               | S.H. He & Hai J. Li                           | 2012           |
| Veluticeps nakasoneae               | Jiao Yang & S.H. He                           | 2016           |
| Veluticeps pimeriensis              | (Gilb.) Hjortstam & Tellería                  | 1990           |
| Veluticeps pini                     | Pat.                                          | 1907           |
| Veluticeps setosa                   | (Berk. & M.A. Curtis) Cooke                   | 1880           |